# Vaux-en-Bugey
Vaux-en-Bugey és un municipi francès situat al departament de l'Ain i a la regió d'Alvèrnia-Roine-Alps. L'any 2007 tenia 1.103 habitants.

## Demografia

### Població
El 2007 la població de fet de Vaux-en-Bugey era de 1.103 persones. Hi havia 438 famílies de les quals 126 eren unipersonals (51 homes vivint sols i 75 dones vivint soles), 134 parelles sense fills, 154 parelles amb fills i 24 famílies monoparentals amb fills.
La població ha evolucionat segons el següent gràfic:
Habitants censats

### Habitatges
El 2007 hi havia 540 habitatges, 458 eren l'habitatge principal de la família, 30 eren segones residències i 52 estaven desocupats. 495 eren cases i 43 eren apartaments. Dels 458 habitatges principals, 355 estaven ocupats pels seus propietaris, 89 estaven llogats i ocupats pels llogaters i 14 estaven cedits a títol gratuït; 3 tenien una cambra, 27 en tenien dues, 81 en tenien tres, 127 en tenien quatre i 221 en tenien cinc o més. 364 habitatges disposaven pel capbaix d'una plaça de pàrquing. A 175 habitatges hi havia un automòbil i a 248 n'hi havia dos o més.

### Piràmide de població
La piràmide de població per edats i sexe el 2009 era:
| Homes | Edats   | Dones |
| ----- | ------- | ----- |
| 0     | 95 o +  | 0     |
| 0     | 90 a 94 | 0     |
| 4     | 85 a 89 | 8     |
| 8     | 80 a 84 | 8     |
| 20    | 75 a 79 | 32    |
| 16    | 70 a 74 | 8     |
| 28    | 65 a 69 | 28    |
| 32    | 60 a 64 | 24    |
| 24    | 55 a 59 | 28    |
| 28    | 50 a 54 | 32    |
| 44    | 45 a 49 | 20    |
| 28    | 40 a 44 | 40    |
| 56    | 35 a 39 | 52    |
| 48    | 30 a 34 | 44    |
| 20    | 25 a 29 | 20    |
| 32    | 20 a 24 | 12    |
| 24    | 15 a 19 | 32    |
| 28    | 10 a 14 | 44    |
| 24    | 5 a 9   | 60    |
| 16    | 0 a 4   | 24    |

## Economia
El 2007 la població en edat de treballar era de 706 persones, 555 eren actives i 151 eren inactives. De les 555 persones actives 518 estaven ocupades (286 homes i 232 dones) i 37 estaven aturades (17 homes i 20 dones). De les 151 persones inactives 70 estaven jubilades, 40 estaven estudiant i 41 estaven classificades com a «altres inactius».

### Ingressos
El 2009 a Vaux-en-Bugey hi havia 474 unitats fiscals que integraven 1.153,5 persones, la mediana anual d'ingressos fiscals per persona era de 19.218 €.

### Activitats econòmiques
Dels 44 establiments que hi havia el 2007, 1 era d'una empresa extractiva, 2 d'empreses alimentàries, 1 d'una empresa de fabricació de material elèctric, 3 d'empreses de fabricació d'altres productes industrials, 11 d'empreses de construcció, 9 d'empreses de comerç i reparació d'automòbils, 4 d'empreses de transport, 3 d'empreses d'hostatgeria i restauració, 1 d'una empresa d'informació i comunicació, 3 d'empreses de serveis, 3 d'entitats de l'administració pública i 3 d'empreses classificades com a «altres activitats de serveis».
Dels 17 establiments de servei als particulars que hi havia el 2009, 1 era una oficina de correu, 1 taller de reparació d'automòbils i de material agrícola, 2 paletes, 1 guixaire pintor, 2 fusteries, 3 lampisteries, 2 electricistes, 1 perruqueria i 4 restaurants.
Dels 3 establiments comercials que hi havia el 2009, 1 era una botiga de més de 120 m², 1 una botiga de menys de 120 m² i 1 una fleca.
L'any 2000 a Vaux-en-Bugey hi havia 8 explotacions agrícoles que ocupaven un total de 380 hectàrees.

## Equipaments sanitaris i escolars
El 2009 hi havia una escola elemental.

## Poblacions més properes
El següent diagrama mostra les poblacions més properes.